# Musculus serratus posterior superior
Der Musculus serratus posterior superior (lat. für „hinterer oberer Sägemuskel“ oder „hinterer oberer Sägezahnmuskel“) – in der Tieranatomie als Musculus serratus dorsalis cranialis bezeichnet – ist ein Skelettmuskel des Brustkorbs. Er entspringt mit einer flächigen Sehne (Aponeurose) am Nackenband, an den Dornfortsätzen des letzten Hals- und der ersten Brustwirbel sowie am Ligamentum supraspinale und setzt in vier Zacken an der zweiten bis fünften Rippe an.
Der Muskel hebt bei Kontraktion die entsprechenden Rippen an, führt damit zu einer Erweiterung des Brustkorbs und unterstützt daher die Einatmung. Er gehört wie der Musculus serratus posterior inferior funktionell zur inspiratorischen Atemhilfsmuskulatur.